# Museo dei fossili del Monte San Giorgio
Il Museo dei fossili del Monte San Giorgio nel quartiere di Meride a Mendrisio in Svizzera, presenta il patrimonio paleontologico e geologico dell'area Patrimonio mondiale dell’umanità. La struttura museale progettata dall'architetto ticinese Mario Botta, inaugurata nell'ottobre 2012, presenta un'esposizione fissa e mostre temporanee con fossili di rettili (sauri), pesci, invertebrati e piante risalenti al Triassico Medio e provenienti dai giacimenti fossiliferi del Monte San Giorgio.

## Esposizione fissa
Il Museo presenta una collezione di reperti fossili, perlopiù originali, provenienti dal sito Patrimonio mondiale UNESCO del Monte San Giorgio. La successione sedimentaria, spessa circa 660 m e comprendente calcari, dolomie e scisti bituminosi del Triassico Medio, include almeno sei livelli fossiliferi particolarmente ricchi, che datano dai 243 ai 239 milioni di anni fa. Questi depositi di un bacino marino subtropicale contengono soprattutto rettili marini, pesci e invertebrati e sporadicamente rettili terrestri, insetti e piante trasportati in mare dalla vicina terraferma.
L'esposizione è corredata con numerose illustrazioni, gigantografie, modelli in vita, ricostruzioni 3D, paleorami, rilievi interattivi, schermi multimediali, cortometraggi, animazioni in Realtà Aumentata (AR) e una sala in Realtà Virtuale (VR). È inoltre spiegata la storia recente del Monte, iniziata nel XVIII secolo con l'attività estrattiva degli scisti bituminosi, la produzione industriale del Saurolo, il ritrovamento dei primi esemplari fossili e le successive campagne di scavo scientifiche condotte da specialisti svizzeri e italiani a partire dal 1850.

## Percorso espositivo
L'entrata del Museo dei fossili, da cui si accede alla biglietteria e al negozio di souvenir, è un'ampia sala che congiunge verticalmente tre piani espositivi. I muri sono rivestiti in acciaio Corten color bruno, a ricordare il colore della roccia bituminosa del Monte San Giorgio. Nella Lobby sono appesi modelli in vita di sauri triassici. L'esposizione è distribuita su quattro livelli e comprende il cortile interno dell'edificio. L'esposizione fissa segue la successione stratigrafica del Monte con i reperti più vecchi a piano terra e quello più giovani al terzo piano, trattando in sequenza i principali livelli fossiliferi tra cui la Formazione di Besano e i livelli del Calcare di Meride (Cava inferiore, Cava superiore, Cassina, Sceltrich e Kalkschieferzone).

### Piano terra - Visitor center
L'ingresso del museo a piano terra dà accesso al visitor center del Monte San Giorgio che raccoglie informazioni turistiche di carattere regionale, un angolo ristoro e la zona servizi. Dal visitor center si accede direttamente alla biglietteria e allo shop del museo. Sono esposti fossili e ricostruzioni di sauri marini e terrestri di grandi dimensioni.

### Primo piano - Formazione di Besano
Al primo piano del Museo sono esposti i fossili più antichi del Monte, ritrovati nelle campagne di scavo del secolo scorso e appartenenti al livello fossilifero più ricco del Monte San Giorgio denominato Formazione di Besano (Triassico Medio). Nella sala multimediale vari cortometraggi sono proiettati su grande schermo. Numerosi modelli di grandi rettili marini appesi al soffitto, formano una sorta di acquario del Triassico Medio. Nella sala Triassic Park, munita di visori per Realtà Virtuale (VR), è possibile immergersi nel mare Triassico e osservare l'antico ecosistema e gli animali e che lo popolavano.

### Secondo piano - Calcare di Meride
Al secondo piano vi sono vetrine dedicate alla storia degli ultimi 150 anni dello sfruttamento industriale e della ricerca scientifica con l'estrazione mineraria degli scisti bituminosi, la produzione del Saurolo e le campagne di scavo paleontologico. Sullo stesso piano vi sono i fossili appartenenti ai livelli fossiliferi del Calcare di Meride (strati della Cava inferiore, Cava superiore, Cassina e Kalkschieferzone) risalenti al Triassico Medio. Tra le postazioni multimediali vi sono l'animazione 3D del Paleorama e il Rilievo interattivo.

### Terzo piano - Strati del Giurassico
Al terzo piano sono esposti fossili appartenenti alle rocce giurassiche della Macchia Vecchia, Broccatello, Calcare di Besazio, Calcare di Saltrio, Formazione di Moltrasio e Formazione di Morbio, più giovani di 40-50 milioni di anni rispetto ai livelli triassici. In un locale è esposto un acquario con modelli in realtà aumentata degli animali che popolavano il mare triassico. In un locale sono proposti un filmato sul Monte San Giorgio e contenuti provenienti dal vecchio Museo dei fossili. Nell'Acquario Triassico, realizzato in Realtà Aumentata (AR), sono visibili gli animali del mare triassico.

## Laboratorio
Al primo piano del Museo dei fossili, oltre il cortile interno, è presente il laboratorio didattico, che comprende due sale, dove sono proposte attività di formazione come laboratori didattici, workshop e corsi dedicati ai visitatori del museo e in particolare a famiglie e scuole.

## Mostre temporanee
- Tesori nascosti - Mostra fotografica itinerante dal cuore del sito Patrimonio mondiale e per la gente (04.2018-11.2018)[1]
- Conservazione eccezionale - La conservazione eccezionale rivela l’anatomia gastrointestinale (03.2017-06.2018)[1]
- Preparazione paleontologica - Il risveglio dei fossili dopo centinaia di milioni di anni (12.2015-04.2018)[1]
- Per Kirkeby artista e geologo - I luoghi dell'anima del grande maestro scandinavo (10.2016-01.2017)[1]
- Saurichthys - Cacciatore fossile dei mari triassici (07.2015-11.2015)[1]
- Viaggio nel tempo - I paleoartisti (03.2014-04.2014)[1]

## Terrazza panoramica della Val Mara
La Terrazza panoramica della Val Mara, progettata e realizzata dalla Fondazione del Monte San Giorgio è immersa nel bosco, poco sopra il torrente Gaggiolo, lungo il sentiero geo-paleontologico transnazionale, in uno dei punti panoramici più suggestivi del Monte San Giorgio, dove è possibile osservare e quasi toccare con mano, l’imponente falesia rocciosa del Calcare di Meride. Un luogo, a pochi passi dal pittoresco villaggio di Meride e dal Museo dei fossili in direzione Serpiano, dove scoprire la paleontologia e la geologia di una delle principali località di scavo del sito Patrimonio mondiale. I contenuti, proposti in italiano, tedesco e inglese, comprendono pannelli didattici, binocoli, calchi e modelli di fossili, muri in pietra e ricostruzioni dell’ambiente del Triassico Medio, 239 milioni di anni fa, quando la Val Mara era un bacino marino subtropicale.